# Reduta (Prag)

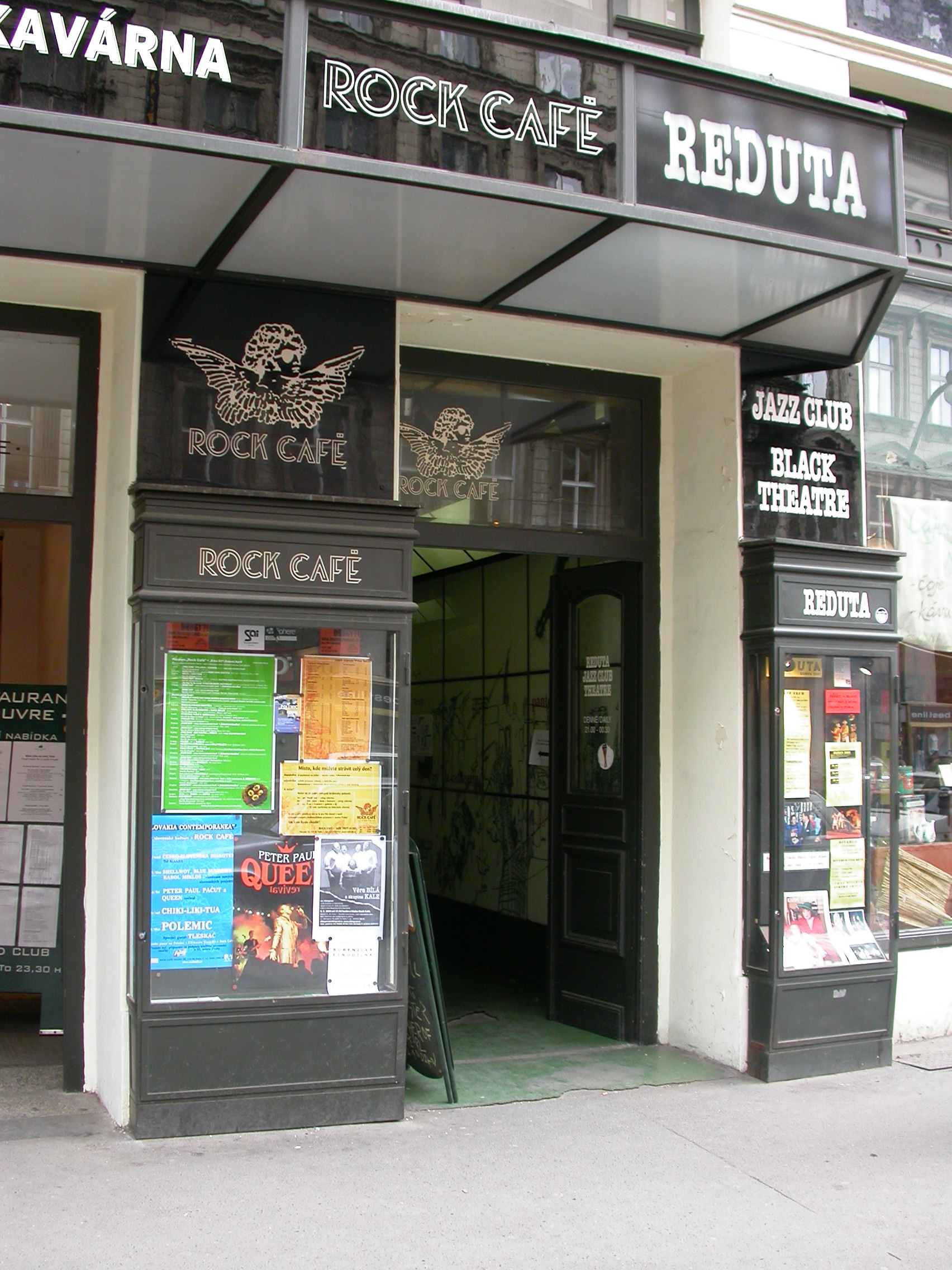
Eingang zu Reduta (Prag 1, Národní 20) ca. 2010

Reduta Jazz Club beziehungsweise Reduta Theater, in der Regel einfacher als Reduta genannt und bekannt, ist eine bekannte Einrichtung der Theater- und Musikszene in Prag, ursprünglich eine Weinstube, später ein Jazz Club und Musiktheater. Nach 1957/1958 wurde Reduta zum Zentrum und Anziehungspunkt für Schauspieler, Sänger, Musiker, und Literaten und zum Schmelztiegel der späteren avantgardistischen Kultureinrichtungen ähnlicher Art und vor allem der tschechoslowakischen Kleinkunstbühnen wie beispielsweise Semafor, Divadlo Na zábradlí, Kladivadlo, Paravan und anderen. Es ist außerdem eine bedeutende Bühne für Jazzmusiker aus der ganzen Welt.

## Reduta Jazz Club und Reduta Theater
Die Räumlichkeiten in der Nationalstraße unweit des Wenzelsplatzes bestehen aus zwei Souterrain-Etagen, und nach einigen Jahren werden sie auch für zwei Szenen verwendet: ein Jazz Club im oberen Unterkeller und ein Theater-Kabarett, auch Musiktheater, befindet sich ganz unten. Beide Einrichtungen entstanden um die Jahreswende 1957/1958.

## Geschichte
Der Klub und das Theater Reduta wurde am 13. Oktober 1957 in den Räumlichkeiten einer Weinstube durch den Bassist Jan Arnet mit einem Konzert prominenter Gäste der Jazzszene eröffnet: es nahmen unter anderem teil Karel Vlach, Ferdinand Havlík, Luděk Hulan, Jan Hammer, Vlasta Průchová, „JA Quartet“ (Jan Arnet, Rudolf Rokl, Karel Růžička u. a.), „Modern Jazz Quintet“ (Evžen Jegorov u. a.), Antonín Gondolán, Karel Krautgartner, und insbesondere auch die Bands Akord club (wo auch Suchý spielte) und Studio 5, die danach eine Zeitlang in Reduta auftraten.
Neben musikalischen Auftritten bekannter Jazzmusiker, dies dann in einer Zeit, als Jazz in der kommunistischen Tschechoslowakei eher als „musica non grata“ galt, war die weitere Entwicklung von Reduta durch eine besondere Form der Darbietung des gesprochenen Wortes geprägt. Außer Musikern wurde Reduta zum Treffpunkt von Literaten und Schauspielern, darunter Jiří Suchý, Ivan Vyskočil, Jiří Stivín und Martin Kratochvíl. Es war Ivan Vyskočil, der eine neue Form des literarischen Kabaretts und der Kommunikation mit dem Publikum prägte und diese zusammen mit Jiří Suchý praktizierte: Vyskočil nannte es „Text-appeal“, in Anspielung zu Sexappeal, und die Absicht war eine Form zu finden, wie man auf der Bühne sehr direkt auf den Zuschauer mit einem Text wirken, d. h. appellieren kann – ob es sich um einen gesprochenen, gespielten oder gesungenen Text handelt. Ihre Aufführung erforderte eine ausgeprägte Fähigkeit zur Improvisation. Zusammen mit Suchý hat Vyskočil etwa 40 „Text-appeals“, wie man solche Bühnenstücke nannte, geschrieben und aufgeführt, den ersten, „O lidském trablu“, am 15. Januar 1958.
Der Theater- und Literaturkritiker Vladimír Just spricht über Reduta dieser Zeit als über die „erste Phase einer ungeahnten Entwicklung der breit angelegten alternativen Theater- und Paratheater-Aktivität“ der späteren Jahre und erinnert daran, dass es bald danach in unzähligen, auch kleineren Städten der Tschechoslowakei unzählige „redutaähnliche“ kleine Bühnen gab, in den das „Text-appealing“ zur Tradition wurde – nicht nur in Divadlo Na zábradlí (Vyskočil und Suchý 1958), Semafor (Jiří Suchý und Jiří Šlitr 1959) oder Divadlo Rokoko (1957/58) in Prag.
Reduta ermöglichte es nicht nur verschiedenen Musikern und Bands, auf der Bühne aufzutreten, sondern sie unterstützte gleichfalls auch andere kleine Ensembles und ließ sie auftreten, wenn sie beispielsweise über keine Bühne verfügten wie zeitweise Divadlo Járy Cimrmana oder Pantomima Alfreda Jarryho (nach Januar 1972). Reduta spielte eine Schlüsselrolle bei der Herausbildung der sogenannten „kleinen Bühnen“ – Kleinkunstbühnen – in der Tschechoslowakei und bei der Etablierung des „Text-appels“ als einer neuen Form der Darbietung und eines literarischen Kabarettes. Die Künstler, die in Reduta auftraten, organisierten auch das Internationale Jazz Festival Prag, das ab 1964 jährlich veranstaltet wurde.

### Spätere Entwicklung
Nach 1968, nach der Zerschlagung des Prager Frühlings, stagnierte die Entwicklung, einige Sparten, wie die durch absurdes Theater, Surrealismus und Jazz inspirierten Projekte von Ctibor Turba, Boris Hybner und Richard Rýda wurden verboten. 1970 musste Vyskočil Reduta verlassen, das Theater wurde vom staatlichen Konzern für Musik Pragokonzert übernommen, die künstlerische Ausrichtung verließ zunehmend die ursprünglichen Intentionen.
Besser erging es dem Reduta Jazz Club, der davon profitieren konnte, dass der Pragokonzert etliche international bekannte Musiker nach Prag kommen ließ, die dann nach ihren Konzerten zu Jam-Sessions in Reduta eintrafen: Chris Barber, Aki Takase, Albert Mangelsdorff, Cecil Taylor, Tony Scott, Acker Bilk und andere. Der Jazz Club übernahm allmählich die progressive Rolle, die bis dahin das Theater mit den Text-appeals innehatte. Er entwickelte sich nach und nach zu einem Ort, wo sich avantgardistische Künstler und Intellektuelle mit Dissidenten und Gegnern des Normalisierungsprozesses trafen, und beeinflusste die sich langsam neu formierende künstlerische und politische Kultur, die 1989 zu der sogenannten samtenen Revolution führte.
Erst nach 1990 konnte sich das Theater-Ensemble dem Zugriff der Zensur entziehen. Heute wird ein relativ reichhaltiges Programm angeboten, außer Jazz und Theater auch Pantomime, Kindertheater Minaret, bis hin zu Vorstellungen des Schwarzen Theaters kombiniert mit Elementen des früheren Prager Theaters Laterna magika.

## Trivia
- Die Gründer und Betreiber von Reduta erklären auf ihrer Webseite, der Name „Reduta“ gehe auf das hellenische Griechenland zurück, in dem man so Orte bezeichnete, wo man Unterhaltung und Musik dem Publikum angeboten hatte.[6]
- Nachdem das Theater Divadlo Járy Cimrmana seine bisherige Bühne auf eine staatliche Anordnung verlassen musste, fand es im Januar 1972 ein Asyl in Reduta; kurz darauf wird der Betrieb in Reduta infolge einer Anweisung derselben Behörde unterbrochen und das Divadlo Járy Cimrmana erhält das Verbot, im gesamten Prager Stadtgebiet aufzutreten. Trotz dieses Verbots kann es ab Juni 1972 in Divadlo Na zábradlí gastieren und kehrt dann im September 1972 nach Reduta zurück.[10]
- Präsident Bill Clinton, der im Januar 1994 in Prag auf einer Staatsvisite weilte, besuchte bei dieser Gelegenheit auch den Jazz Club Reduta, wo er während einer Jam-Session vom damaligen Präsidenten der Tschechischen Republik, Václav Havel, ein Tenorsaxofon der tschechoslowakischen Marke Amati als Geschenk bekam und, selbst ein Amateursaxofonspieler, mit diesem dann sogleich in der Session auftrat.[11][12]